# 第6特科連隊
第6特科連隊（だいろくとっかれんたい、JGSDF 6th Artillery Regiment）は、陸上自衛隊郡山駐屯地（福島県郡山市）に駐屯していた第6師団隷下の野戦特科部隊で2020年（令和2年）3月25日に廃止され東北方面特科連隊隷下の第1特科大隊および第3特科大隊に改編された。

## 概要
連隊長は、1等陸佐（二）が充てられ、連隊本部、本部中隊、情報中隊、3個の特科大隊から編成されていた。
1954年（昭和29年）9月25日に独立第32特科大隊を母体として郡山駐屯地で編成された。その後、数度の部隊改編を経ながら郡山駐屯地の主力部隊であり続けたが、2020年（令和2年）3月をもって第9特科連隊とともに部隊は廃止され、東北方面特科連隊に集約された。

## 沿革
独立第32特科大隊
- 1952年（昭和27年）11月22日：針尾駐屯地において独立第32特科大隊が編成完結。
- 1953年（昭和28年）10月25日：独立第32特科大隊が針尾駐屯地から郡山駐屯地へ移駐[2]。

第6特科連隊
- 1954年（昭和29年）
  - 9月25日：第6管区隊編成に伴い、独立第32特科大隊を母体として第6特科連隊が編成完結。

  1. 連隊本部および本部中隊、第3特科大隊、第4特科大隊が郡山駐屯地において編成。
  2. 第1特科大隊は宇都宮駐屯地に編成。
  3. 第2特科大隊は姫路駐屯地に編成。

  - 10月29日：第2特科大隊が姫路駐屯地から秋田駐屯地に移駐。
- 1955年（昭和30年）
  - 1月28日：第5特科大隊（高射）が宇都宮駐屯地に編成。
  - 8月16日：第1特科大隊と第5特科大隊が宇都宮駐屯地から郡山駐屯地に移駐。
- 1956年（昭和31年）
  - 8月7日：第6管区隊の妙高山系における陸上自衛隊初の山地研究演習に参加（～8月9日まで）。
  - 12月4日：第2特科大隊が秋田駐屯地から神町駐屯地へ移駐。
- 1962年（昭和37年）8月15日：第6師団新編に伴い、第4特科大隊が第5特科大隊に、第5特科大隊（高射）が第6特科大隊（高射）に改編。
- 1963年（昭和38年）8月5日：第2特科大隊が神町駐屯地から郡山駐屯地に移駐。
- 1970年（昭和45年）3月10日：第6師団の甲師団への改編により、欠番であった第4特科大隊と第5特科大隊第12射撃が郡山駐屯地に新編。
- 1973年（昭和48年）3月27日：35mm2連装高射機関砲 L-90の配備に伴い、第6特科大隊を改編。
- 1987年（昭和62年）3月26日：部隊新編等。

1. 情報中隊を新編。
2. 155mmりゅう弾砲 FH70に換装完了。

- 1988年（昭和63年）2月24日：81式短距離地対空誘導弾の配備に伴い、第6特科大隊を改編。
- 1990年（平成02年）3月26日：第6特科大隊（郡山駐屯地）が分離独立し、第6高射特科大隊として郡山駐屯地に新編され第6師団直轄となる。
- 1999年（平成11年）3月29日：第6師団が即応予備自衛官制度を導入したことに伴い、第4特科大隊、第5特科大隊第12射撃中隊がコア部隊となる。
- 2006年（平成18年）3月27日：第6師団改編に伴う連隊改編。

1. 第4特科大隊、第5特科大隊（郡山駐屯地）を廃止｡
2. 整備部門を第6後方支援連隊第2整備大隊特科直接支援中隊へ移管。

- 2019年（平成31年）3月26日：第22普通科連隊の即応機動連隊への改編に伴い、連隊本部の一部を第6師団司令部の火力調整部に[3]、一部を火力支援中隊として改組｡
- 2020年（令和02年）3月25日：第6特科連隊（郡山駐屯地）が廃止され、新編の東北方面特科連隊隷下の第1特科大隊および第3特科大隊に改組[1]。

## 廃止時の部隊編成
- 第6特科連隊本部
- 本部中隊「6特-本」：82式指揮通信車
- 情報中隊「6特-情」：対砲レーダ装置 JTPS-P16、対迫レーダ装置 JMPQ-P13
- 第1特科大隊
  - 第1特科大隊本部
  - 本部管理中隊「6特-1-本」：82式指揮通信車
  - 第1射撃中隊「6特-1-1」：155mmりゅう弾砲 FH70、中砲けん引車
  - 第2射撃中隊「6特-1-2」：155mmりゅう弾砲 FH70、中砲けん引車
- 第2特科大隊
  - 第2特科大隊本部
  - 本部管理中隊「6特-2-本」：82式指揮通信車
  - 第3射撃中隊「6特-2-3」：155mmりゅう弾砲 FH70、中砲けん引車
  - 第4射撃中隊「6特-2-4」：155mmりゅう弾砲 FH70、中砲けん引車
- 第3特科大隊
  - 第3特科大隊本部
  - 本部管理中隊「6特-3-本」：82式指揮通信車
  - 第5射撃中隊「6特-3-5」：155mmりゅう弾砲 FH70、中砲けん引車
  - 第6射撃中隊「6特-3-6」：155mmりゅう弾砲 FH70、中砲けん引車

## 整備支援部隊
- 第6後方支援連隊第2整備大隊特科直接支援中隊「6後支-2整-特」（郡山駐屯地）：2006年（平成18年）3月27日から2020年（令和02年）3月25日の間。

## 歴代の連隊長
| 代 | 氏名       | 在職期間                                                   | 前職                                                   | 後職                                               |
| -- | ---------- | ---------------------------------------------------------- | ------------------------------------------------------ | -------------------------------------------------- |
| 01 | 小松冬彦   | 1954年09月25日 - 1957年08月11日                            | 独立第32特科大隊長                                     | 第1特科団副団長                                    |
| 02 | 豊島俊夫   | 1957年08月12日 - 1960年03月15日                            | 陸上自衛隊幹部学校総務課長                             | 第2管区総監部幕僚長                                |
| 03 | 岡田重直   | 1960年03月16日 - 1962年03月15日                            | 北部方面総監部第3部勤務                                | 陸上幕僚監部第5部特科班長                          |
| 04 | 槇正弥     | 1962年03月16日 - 1964年03月15日                            | 第6管区総監部第4部長                                   | 北部方面総監部第4部長                              |
| 05 | 横山雅輔   | 1964年03月16日 - 1966年03月15日                            | 陸上自衛隊幹部学校学校教官                             | 北部方面総監部監察官                               |
| 06 | 山口隆義   | 1966年03月16日 - 1968年03月15日                            | 東部方面総監部厚生課長                                 | 陸上自衛隊少年工科学校総務部長                     |
| 07 | 柴田忠重   | 1968年03月16日 - 1970年03月15日                            | 第1ロケット実験訓練隊長                                | 陸上自衛隊高射学校学校教官                         |
| 08 | 藤吉仁     | 1970年03月16日 - 1972年03月15日                            | 陸上自衛隊幹部学校学校教官                             | 第1特科団本部付                                    |
| 09 | 田口初幸   | 1972年03月16日 - 1973年07月15日                            | 陸上幕僚監部第2部勤務                                  | 第11師団司令部幕僚長                               |
| 10 | 有馬定     | 1973年07月16日 - 1975年03月16日                            | 陸上幕僚監部第3部研究班長                              | 統合幕僚会議事務局第4幕僚室勤務                    |
| 11 | 川上純吉   | 1975年03月17日 - 1977年03月15日                            | 第1師団司令部第3部長                                   | 東部方面総監部総務課勤務                           |
| 12 | 酒井昭二   | 1977年03月16日 - 1979年03月15日                            | 陸上自衛隊北海道地区補給処 企画室長                    | 東部方面総監部勤務                                 |
| 13 | 竹田寛     | 1979年03月16日 - 1981年03月15日 ※1981年01月01日 陸将補昇任 | 陸上幕僚監部人事部補任課 人事第1班長                   | 東北方面総監部幕僚副長                             |
| 14 | 多田利雄   | 1981年03月16日 - 1982年03月15日                            | 陸上自衛隊幹部学校主任研究開発官                       | 陸上幕僚監部監理部勤務                             |
| 15 | 鈴木吉高   | 1982年03月16日 - 1984年03月15日                            | 防衛大学校教授                                         | 陸上自衛隊富士学校総合研究開発部 第2主任研究開発官 |
| 16 | 吉田曉路   | 1984年03月16日 - 1986年03月16日                            | 統合幕僚会議事務局第5幕僚室勤務                        | 陸上自衛隊富士学校特科部研究課長                   |
| 17 | 高橋昭彦   | 1986年03月17日 - 1988年07月31日                            | 陸上幕僚監部防衛部運用課 運用第2班長                   | 東部方面総監部勤務                                 |
| 18 | 臨光昭憲   | 1988年08月01日 - 1991年03月15日                            | 陸上幕僚監部人事部人事計画課 企画班長                  | 第9師団司令部幕僚長                                |
| 19 | 今久保宏大 | 1991年03月16日 - 1993年03月31日                            | 陸上幕僚監部装備部開発課 開発第1班長                   | 防衛大学校教授                                     |
| 20 | 大久保博一 | 1993年04月01日 - 1994年06月30日                            | 陸上幕僚監部監理部会計課 予算班長                      | 陸上幕僚監部監理部総務課 庶務室長                  |
| 21 | 澁川孝夫   | 1994年07月01日 - 1997年07月31日                            | 陸上自衛隊調査学校語学教育部長                         | 統合幕僚学校主任教官                               |
| 22 | 池上均     | 1997年08月01日 - 2000年06月29日                            | 陸上幕僚監部教育訓練部教育課 器材・演習場班長          | 自衛隊新潟地方連絡部長                             |
| 23 | 宇都昌治   | 2000年06月30日 - 2003年03月31日                            | 陸上幕僚監部調査部調査課 調査運用室長                  | 防衛研究所主任研究官                               |
| 24 | 綛村透     | 2003年04月01日 - 2005年01月11日                            | 陸上幕僚監部調査部調査課 企画班長                      | 陸上自衛隊研究本部主任研究開発官                   |
| 25 | 森山尚直   | 2005年01月12日 - 2006年03月26日                            | 陸上自衛隊研究本部研究員                               | 陸上幕僚監部防衛部防衛課長                         |
| 26 | 佐々木茂   | 2006年03月27日 - 2008年07月31日                            | 陸上幕僚監部人事部人事計画課 予備自衛官班長            | 自衛隊岡山地方協力本部長                           |
| 27 | 野澤誠     | 2008年08月01日 - 2009年12月06日                            | 陸上幕僚監部教育訓練部 教育訓練計画課企画班長          | 陸上幕僚監部人事部補任課長                         |
| 28 | 壁村正照   | 2009年12月07日 - 2011年07月31日                            | 北部方面総監部調査部調査課長                           | 自衛隊群馬地方協力本部長                           |
| 29 | 兒玉恭幸   | 2011年08月01日 - 2013年03月27日                            | 陸上幕僚監部運用支援・情報部 運用支援課運用支援第1班長 | 陸上幕僚監部人事部募集・援護課長                   |
| 30 | 垂水達雄   | 2013年03月28日 - 2015年03月22日                            | 統合幕僚監部運用部運用第2課 訓練班長                   | 陸上自衛隊研究本部主任研究開発官                   |
| 31 | 福森秀樹   | 2015年03月23日 - 2017年03月26日                            | 陸上幕僚監部人事部厚生課 厚生班長                      | 陸上自衛隊研究本部主任研究開発官                   |
| 32 | 牧野雄三   | 2017年03月27日 - 2018年07月31日                            | 統合幕僚監部防衛計画部防衛課 防衛班長                  | 陸上幕僚監部監理部総務課広報室長                   |
| 末 | 小田剛     | 2018年08月01日 - 2020年03月25日                            | 第3師団司令部第3部長                                   | 陸上自衛隊教育訓練研究本部主任教官                 |

## 主要装備
- 155mmりゅう弾砲 FH70
- 中砲けん引車
- 対砲レーダ装置 JTPS-P16
- 対迫レーダ装置 JMPQ-P13
- 82式指揮通信車
- 1/2tトラック / 73式小型トラック
- 1 1/2tトラック / 73式中型トラック
- 3 1/2tトラック / 73式大型トラック
- 89式5.56mm小銃

## 警備隊区
福島県会津地方と、県南（中通り南部、浜通り南部）であった。

## 廃止（改編）部隊
- 1990年（平成02年）3月25日廃止
  - 第6特科連隊第6特科大隊「6特-6-本」（郡山駐屯地）：第6高射特科大隊として分離独立。
- 2006年（平成18年）3月26日廃止
  - 第6特科連隊第4特科大隊「6特-4-本」（郡山駐屯地）：
  - 第6特科連隊第5特科大隊「6特-5-本」（郡山駐屯地）：
  - 特科大隊の管理整備小隊等を第6後方支援連隊第2整備大隊特科直接支援中隊へ移管。